# Informatiecommissaris

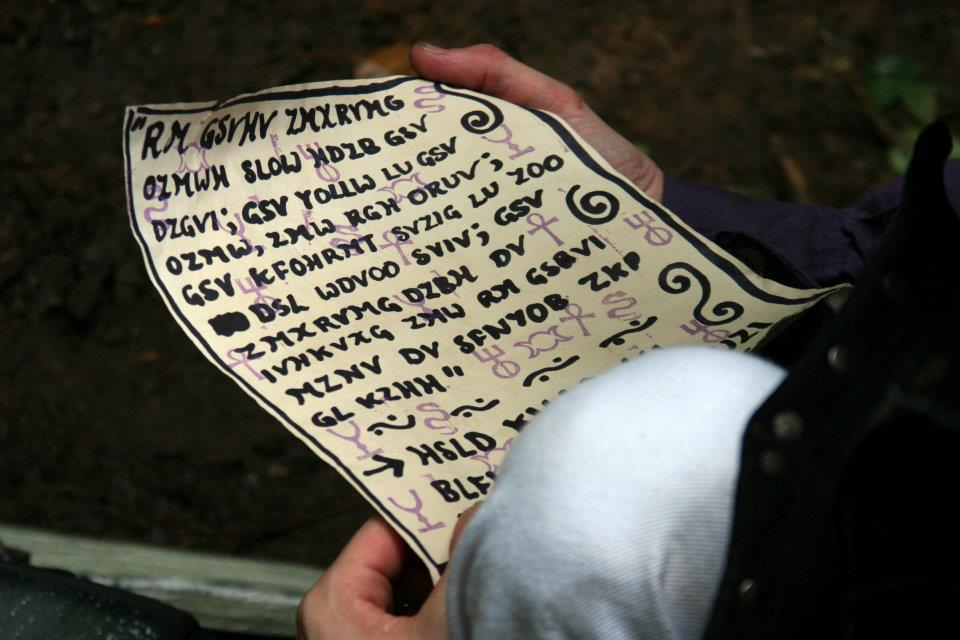
Voor het ontsluiten van overheidsinformatie kan een speciale sleutel nodig zijn.

Een informatiecommissaris is een onafhankelijke hoge ambtenaar die de openheid en openbaarheid van bestuur bevordert en bewaakt. België, het Verenigd Koninkrijk, Hongarije en diverse andere landen kennen zo’n functionaris of overheidsinstelling, in Nederland bestaat er — behalve de rechter — geen orgaan dat toezicht houdt en/of dat openbaarheid stimuleert.

## Nederland: in discussie
De bestuursrechter heeft in Nederland een (beperkte) toezichtsfunctie. Alleen burgers die geld en tijd hebben, de moeite nemen om te procederen en er een mogelijk verstoorde relatie met het aangeklaagde bestuursorgaan voor over hebben dringen tot de rechter door met klachten over de uitvoering van de openbaarheidsregels. Voor bijvoorbeeld journalisten is een rechtsgang vaak niet opportuun omdat de deadline voor het nieuws dan al lang is verstreken. Rechters zijn niet bevoegd sancties op te leggen aan besturen die hun actieve (ongevraagde) of de passieve (desgevraagde) openbaarmakingsplicht niet naar letter en geest uitvoeren.
Verstrekkers van overheidsinformatie beschrijven de problemen met de huidige Wob vooral in termen van capaciteit en verkeerd gebruik, de meeste actieve gebruikers hebben het over onwil en manipulatie.

### Voorstanders informatiecommissaris
Als een bestuursorgaan aan een verzoeker meedeelt dat bepaalde bestuurlijke informatie niet bestaat of niet openbaar wordt gemaakt, zou een onafhankelijke informatiecommissaris dit moeten kunnen controleren. Dat vinden voorstanders van de instelling van een informatiecommissaris. Bij de Tweede Kamer is een initiatiefwetsvoorstel ingediend voor een nieuwe Wet openbaarheid van bestuur. Deze Nieuwe Wob - nadien de (ontwerp)Wet open overheid genoemd, de wet is nog in behandeling bij de Tweede Kamer - stelt voor dat de informatiecommissaris voorlichting geeft, ambtenaren opleidt, rapporteert en adviseert over de openbaarmaking van bestuurlijke informatie. Dat is een ruim takenpakket in vergelijking met bijvoorbeeld België (zie hieronder). De informatiecommissaris zou bevoegd moeten zijn om overheidskantoren te betreden en kopieën te maken, getuigen onder ede te horen, medewerking op te eisen en een bestuurlijke dwangsom op te leggen. Openbaarheid van bestuur is in Nederland niet geregeld als een recht van de burger, maar als een plicht van de overheid (art.110 Grondwet): de afhankelijke positie van burgers zou met zo'n informatiecommissaris worden versterkt, vinden de voorstanders. Alleen al van de aanwezigheid ervan zou een preventieve werking uitgaan, leert de Britse en Ierse praktijk volgens hen. Ook juridische procedures zouden erdoor kunnen worden versneld. Zo'n waakhondfunctie zou ook kostenbesparend werken. De informatiecommissaris zou de positie van een Hoog College van Staat moeten krijgen. Eerder was er al voor gepleit om een Nederlandse informatiecommissaris (zoals nu in Ierland en Noorwegen) te laten samenvallen met de Nationale ombudsman.

### Tegenstanders informatiecommissaris
De Raad van State is negatief over de figuur van de informatiecommissaris. In zijn advies over de initiatiefwet voor een Nieuwe Wob schrijft hij te verwachten dat het doel — een cultuuromslag van bestuurlijke geslotenheid naar openheid — niet wordt bereikt door alleen openbaarheidsverplichtingen aan bestuursorganen op te leggen. Het adviescollege vreest dat overheidsorganen de openbaarmakingsbeslissingen naar de informatiecommissaris zullen gaan doorschuiven of door hem laten overnemen. Ook wijst de Raad van State er op dat de informatiecommissaris zelf partij kan worden in een steeds complexer wordend geschil, mocht er na een uitspraak alsnog een beroep op de rechter worden gedaan. De informatiecommissaris wordt dan immers de verwerende partij, terwijl deze tegelijkertijd een instantie wil zijn die juridisering tegen zou moeten gaan en waartoe alle betrokkenen zich in alle vertrouwen zouden kunnen wenden. Ook stelt de Raad van State vraagtekens bij het optuigen van een nieuw instituut: weegt het op tegen alternatieve investeringen voor een betere uitvoering van de al geldende openbaarheidswetten? Verder vindt de Raad dat het nieuwe orgaan te veel soorten taken zou krijgen, wijst hij er op dat de functie in een aantal andere landen een adviserende is en vindt hij dat het kunnen betreden van overheids- en andere kantoren om informatie op eisen een te diep ingrijpende bevoegdheid kan zijn, temeer als dit geldt voor een lijst van private instellingen die omgaan met overheidsinformatie, zoals onderwijsinstellingen, netbeheerders en algemeen nut beogende instellingen.

## België: een commissiestructuur

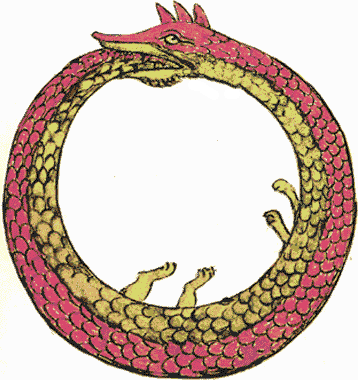
Een Ouroboros, symbool voor zelfreferentie: de vijf Belgische commissies leggen hun eigen bestaan uit maar verwijzen amper naar elkaars werking.

België kent een handvol organen die functies vervullen die in andere landen bij een informatiecommissaris zijn ondergebracht. Het gaat hier niet om personen of instituten maar om commissies. Net als in veel andere landen kent men in België niet het systeem van openbaarheid van bestuursinformatie, maar van bestuursdocumenten: een burger moet altijd naar een specifiek stuk vragen en kan in zijn verzoek niet volstaan met het noemen van alleen het bestuurlijke onderwerp (zoals in Nederland).
De complexe staatsstructuur, de taalpariteitseisen en het feit dat voor milieu-informatie een afwijkende voorziening bestaat, maken de commissiestructuur ingewikkeld, temeer daar de commissies zich extern niet vraag- maar louter aanbodgericht presenteren.

Op federaal niveau is er een Commissie voor de toegang tot bestuursdocumenten, een speciaal voor dit doel opgerichte commissie (zonder andere taken) die zo'n twaalf keer per jaar vergadert en in 2011 ruim 300 adviezen uitbracht. Zij functioneert moeizaam door quorumproblemen: de eerste minister ging ook na aandrang niet in op verzoeken om vertrokken commissieleden en plaatsvervangers te vervangen. Het federale parlement laat de jaarverslagen van de commissie al enkele jaren onbesproken.

### Verschillen met andere landen
Burgers, bestuursorganen en de commissie zelf kunnen het initiatief nemen tot een onderzoek. De commissie kan alleen (zoals in Duitsland) vrijblijvend adviseren en niet bemiddelen (zoals wel in Ierland), geen bindende uitspraken doen (zoals wel in Mexico), geen opdrachten geven (zoals wel in Hongarije), geen andere sancties opleggen (zoals wel in het Verenigd Koninkrijk) en ook niet op een andere manier openbaarheid afdwingen (zoals wel in Canada). De Belgische federale commissie bezit geen beslissingsmacht en mag alleen informatie opvragen, maar mag niet zoals in (sommige andere landen) mensen oproepen, ze geen eed afnemen noch panden binnentreden en ook geen stukken meenemen. Haar adviesbevoegdheden zijn bovendien beperkt tot wetgeving en gaan niet over beleid.

### De vijf commissies
Naast de federale Commissie voor de toegang tot bestuursdocumenten bestaan er nog vier andere commissies:
- de Federale Commissie van het hergebruik van de bestuursdocumenten[11]
- de Federale Beroepscommissie voor de toegang tot milieu-informatie[12]
- Voor het gewest Wallonië en de Franse gemeenschap: la Commission d'accès aux documents administratifs[13]
- Voor de Vlaamse overheid: de Beroepsinstantie inzake openbaarheid van bestuur en hergebruik van overheidsinformatie[14]